# Битка код Хохкирха
Битка код Хохкирка одиграла се 14. октобра 1758. године код села Хохкирх (Саксонија) између аустријских и пруских снага. Битка је део Седмогодишњег рата, а завршена је победом Аустријанаца.

## Позадина
Аустријска армија (око 80.000 људи) под Леополдом Ј. Дауном налазила се 7. октобра у утврђеном логору код Китлица, а мањи делови у Рајхенбаху. Фридрих II Велики, на челу пруских снага, имао је око 30.000 људи код Хохкирха, а један корпус (10.000 људи) код Вајсенберга. Из тог распореда, Даун је одлучио да ноћним покретом 13/14. октобра подиђе пруском положају и да у зору разбије изненадним обухватним нападом пруско десно крило и логор код Хохкирха.

## Битка
Напад је почео у 5 часова ударом и захођењем главних снага у три колоне с југа. Значајну помоћ том нападу пружио је корпус генерала Ернеста Лаудона појачан са 15 ескадрона хусара и 4 батаљона вараждинских и градишћанских крајишника, који је дубљим обухватом из позадине упао у пруски логор и овладао положајима од Хохкирха до Штајндерфела, сузбивши претходно коњицом бочни противнапад пруске коњице.
За Хохкирх, којег су Аустријанци напали обухватно с југа, водила се жестока борба. Даун је са надмоћном артиљеријом одбио више повратних напада и принудио Фридрихове снаге да се до 9 часова повуку на висове северно од Помрица. Пошто су Аустријанци до 10 часова заузели Котиц и Лауске, Фридрих је наставио повлачење на положај Креквиц - Клајн - Бауцен под заштитом коњице.

## Последице
Аустријанци су се задовољили запленом пруског логора и гоњењем артиљеријском ватром. Губици: пруски 9.097 војника, 101 топ, а аустријски 7.587 војника.